# Sternotomis rufozonata
Sternotomis rufozonata là một loài bọ cánh cứng trong họ Cerambycidae.